# 尾上站
尾上站（日语：／ Onoe eki */?）是位於兵庫縣加古川市尾上町今福，日本國有鐵道（國鐵）高砂線的鐵路車站（廢站）。

## 歷史
- 1913年（大正2年）12月1日：播州鐵道（日语：播州鉄道）尾上站（一般車站）啟用[1]。
- 1914年（大正3年）9月25日：車站遷移，並降級為尾上停留場[1]。
- 1923年（大正12年）12月21日：播州鐵道轉讓給播丹鐵道。
- 1929年（昭和4年）9月4日：升級為尾上站[1]。
- 1943年（昭和18年）6月1日：播丹鐵道線被國有化，成為鐵道省高砂線的車站[1]。
- 1959年（昭和34年）8月20日：結束貨運業務（成為客運車站）[1]。
- 1970年（昭和45年）10月1日：結束行李起卸業務[1][2]。同時廢除檢票和售票業務，成為無人車站[3]。
- 1984年（昭和59年）12月1日：隨著高砂線全線廢除，此站也被廢除[1]。

## 車站構造
此站為地面車站和無人車站，設有1面1線的單式月台。在無人化後，站內設有簡單的開放型候車室。在無人化前，此站站舍是在高砂線中途站中，唯一於1970年代後期前興建的木造站舍。當時入口處還有檢票用的柵欄，以及車票收集箱。

## 車站周邊
- 山陽電氣鐵道尾上之松站
- 神鋼鋼線工業（日语：神鋼鋼線工業）尾上事業所

## 其他
- 車站旁邊設有山陽電氣鐵道路軌於路堤上行走。在車站西邊200米處設有山陽電氣鐵道尾上之松站，因此乘客可於此站轉乘山陽電氣鐵道。
- 此站至神戶製鋼所加古川事業所之間曾計劃敷設2條專用線，但是最後沒有實現。在計劃敷設路軌的用地最後變成道路。
- 在廢站後，月台還保留下來一段時間，現時已經被撤走。

## 相鄰車站
日本國有鐵道（國鐵）
高砂線
鶴林寺－尾上－高砂北口

## 注腳
1. 1 2 3 4 5 6 7 8 9  石野哲 (编).  初版. JTB. 1998-10-01: 242. ISBN 978-4-533-02980-6 （日语）.
2. ↑  . 官報. 1970-09-28.
3. ↑  . 鐵道公報 (日本國有鐵道總裁室文書課). 1970-09-28: 16 （日语）.

## 相關項目
- 日本鐵路車站列表 O